# Cheloctonus kakongo
Espèce
Cheloctonus kakongo est une espèce de scorpions de la famille des Hormuridae.

## Distribution
Cette espèce est endémique du Congo-Brazzaville. Elle se rencontre dans le Mayombe vers Moutamba ou Mossendjo.

## Description
La femelle holotype mesure 70,7 mm.

## Systématique et taxinomie
Cette espèce a été décrite par Lourenco en 2022.

## Étymologie
Cette espèce est nommée en l'honneur des Kakongo.

## Publication originale
- Lourenco, 2022 : « Une intéressante nouvelle espèce pour le genre Cheloctonus Pocock, 1892 (Scorpiones : Hormuridae) collectée en République du Congo. » Faunitaxys, vol. 10, no 6, p. 1-7 (texte intégral).